# Saint-Vallerin
Saint-Vallerin est une commune française située dans le département de Saône-et-Loire, en région Bourgogne-Franche-Comté.

## Géographie
Situé à environ 25 kilomètres de Chalon-sur-Saône. Village viticole de la Côte chalonnaise et possédant des vignes en appellations Montagny.

### Climat
Pour des articles plus généraux, voir Climat de la Bourgogne-Franche-Comté et Climat de Saône-et-Loire.
En 2010, le climat de la commune est de type climat océanique dégradé des plaines du Centre et du Nord, selon une étude du Centre national de la recherche scientifique s'appuyant sur une série de données couvrant la période 1971-2000. En 2020, Météo-France publie une typologie des climats de la France métropolitaine dans laquelle la commune est dans une zone de transition entre le climat océanique altéré et le climat océanique altéré et est dans la région climatique Bourgogne, vallée de la Saône, caractérisée par un bon ensoleillement (1 900 h/an), un été chaud (18,5 °C), un air sec au printemps et en été et des vents faibles.
Pour la période 1971-2000, la température annuelle moyenne est de 10,8 °C, avec une amplitude thermique annuelle de 17,4 °C. Le cumul annuel moyen de précipitations est de 856 mm, avec 11 jours de précipitations en janvier et 7,3 jours en juillet. Pour la période 1991-2020, la température moyenne annuelle observée sur la station météorologique de Météo-France la plus proche, « Mt-Saint-Vincent », sur la commune de Mont-Saint-Vincent à 16 km à vol d'oiseau, est de 10,4 °C et le cumul annuel moyen de précipitations est de 891,2 mm. 
La température maximale relevée sur cette station est de 37,6 °C, atteinte le 12 août 2003 ; la température minimale est de −21,1 °C, atteinte le 10 février 1956,,.
Les paramètres climatiques de la commune ont été estimés pour le milieu du siècle (2041-2070) selon différents scénarios d'émission de gaz à effet de serre à partir des nouvelles projections climatiques de référence DRIAS-2020. Ils sont consultables sur un site dédié publié par Météo-France en novembre 2022.

## Urbanisme

### Typologie
Au 1er janvier 2024, Saint-Vallerin est catégorisée commune rurale à habitat dispersé, selon la nouvelle grille communale de densité à sept niveaux définie par l'Insee en 2022.
Elle est située hors unité urbaine. Par ailleurs la commune fait partie de l'aire d'attraction de Chalon-sur-Saône, dont elle est une commune de la couronne,. Cette aire, qui regroupe 109 communes, est catégorisée dans les aires de 50 000 à moins de 200 000 habitants,.

### Occupation des sols
L'occupation des sols de la commune, telle qu'elle ressort de la base de données européenne d’occupation biophysique des sols Corine Land Cover (CLC), est marquée par l'importance des territoires agricoles (74,9 % en 2018), une proportion identique à celle de 1990 (74,9 %). La répartition détaillée en 2018 est la suivante : cultures permanentes (29,5 %), zones agricoles hétérogènes (27,2 %), forêts (17,3 %), prairies (16,2 %), milieux à végétation arbustive et/ou herbacée (7,8 %), terres arables (2 %). L'évolution de l’occupation des sols de la commune et de ses infrastructures peut être observée sur les différentes représentations cartographiques du territoire : la carte de Cassini (XVIIIe siècle), la carte d'état-major (1820-1866) et les cartes ou photos aériennes de l'IGN pour la période actuelle (1950 à aujourd'hui).

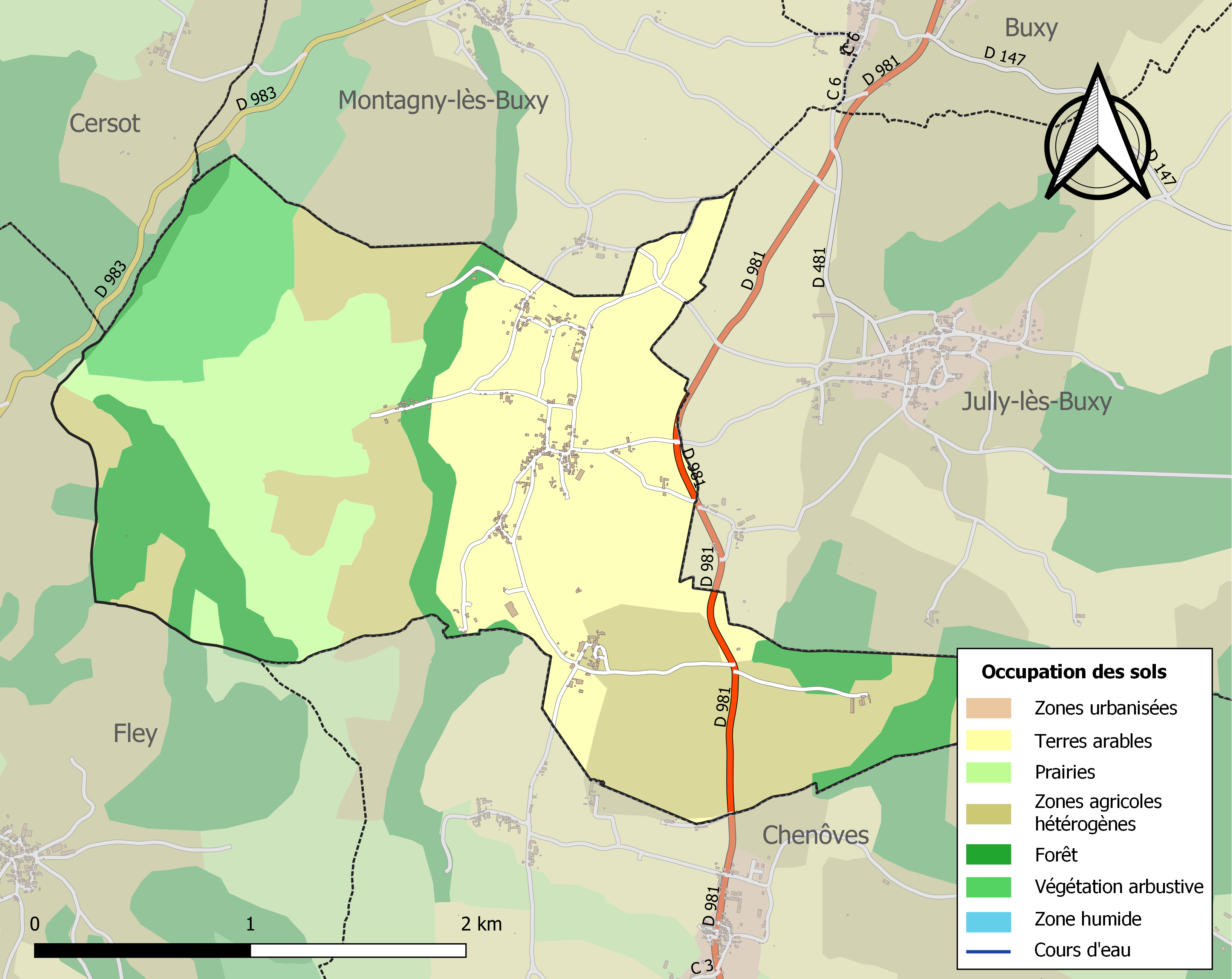
Carte des infrastructures et de l'occupation des sols de la commune en 2018 (CLC).

## Histoire
1793 : Saint-Vallerin, dans le contexte révolutionnaire, change de nom et devient : Vallerin-Rochefort, Chinte-sous-Roche.

## Politique et administration
| Période                                  | Période   | Identité         | Étiquette | Qualité |
| ---------------------------------------- | --------- | ---------------- | --------- | --- |
| mars 1959                                | mars 1965 | Marcel Legros    | RI        | Viticulteur - sénateur (1959-1971) Ancien maire de Saint-Boil, puis maire de Buxy (1965-1971) Conseiller général du canton de Buxy (1951-1970) |
| Les données manquantes sont à compléter. |           |                  |           | |
| mars 1983                                | mars 2014 | René Clère       |           | |
| mars 2014                                | En cours  | Dominique Morice |           | |

## Démographie

Les vignobles de la côte chalonnaise.

L'évolution du nombre d'habitants est connue à travers les recensements de la population effectués dans la commune depuis 1793. Pour les communes de moins de 10 000 habitants, une enquête de recensement portant sur toute la population est réalisée tous les cinq ans, les populations de référence des années intermédiaires étant quant à elles estimées par interpolation ou extrapolation. Pour la commune, le premier recensement exhaustif entrant dans le cadre du nouveau dispositif a été réalisé en 2004.

En 2022, la commune comptait 252 habitants, en évolution de −5,26 % par rapport à 2016 (Saône-et-Loire : −1,06 %, France hors Mayotte : +2,11 %).
| 1793 | 1800 | 1806 | 1821 | 1831 | 1836 | 1841 | 1846 | 1851 |
| ---- | ---- | ---- | ---- | ---- | ---- | ---- | ---- | ---- |
| 500  | 449  | 476  | 478  | 499  | 459  | 455  | 457  | 457  |

| 1856 | 1861 | 1866 | 1872 | 1876 | 1881 | 1886 | 1891 | 1896 |
| ---- | ---- | ---- | ---- | ---- | ---- | ---- | ---- | ---- |
| 480  | 479  | 504  | 475  | 472  | 483  | 489  | 459  | 437  |

| 1901 | 1906 | 1911 | 1921 | 1926 | 1931 | 1936 | 1946 | 1954 |
| ---- | ---- | ---- | ---- | ---- | ---- | ---- | ---- | ---- |
| 473  | 477  | 410  | 334  | 297  | 276  | 277  | 269  | 226  |

| 1962 | 1968 | 1975 | 1982 | 1990 | 1999 | 2004 | 2006 | 2009 |
| ---- | ---- | ---- | ---- | ---- | ---- | ---- | ---- | ---- |
| 207  | 187  | 202  | 212  | 233  | 265  | 260  | 249  | 272  |

| 2014 | 2019 | 2022 | - | - | - | - | - | - |
| ---- | ---- | ---- | - | - | - | - | - | - |
| 269  | 258  | 252  | - | - | - | - | - | - |

## Cultes
Saint-Vallerin fait partie de la paroisse Saint-Vincent des Buis qui compte seize villages (autour de Buxy, siège de la paroisse), soit environ 9 000 habitants.

## Culture locale et patrimoine

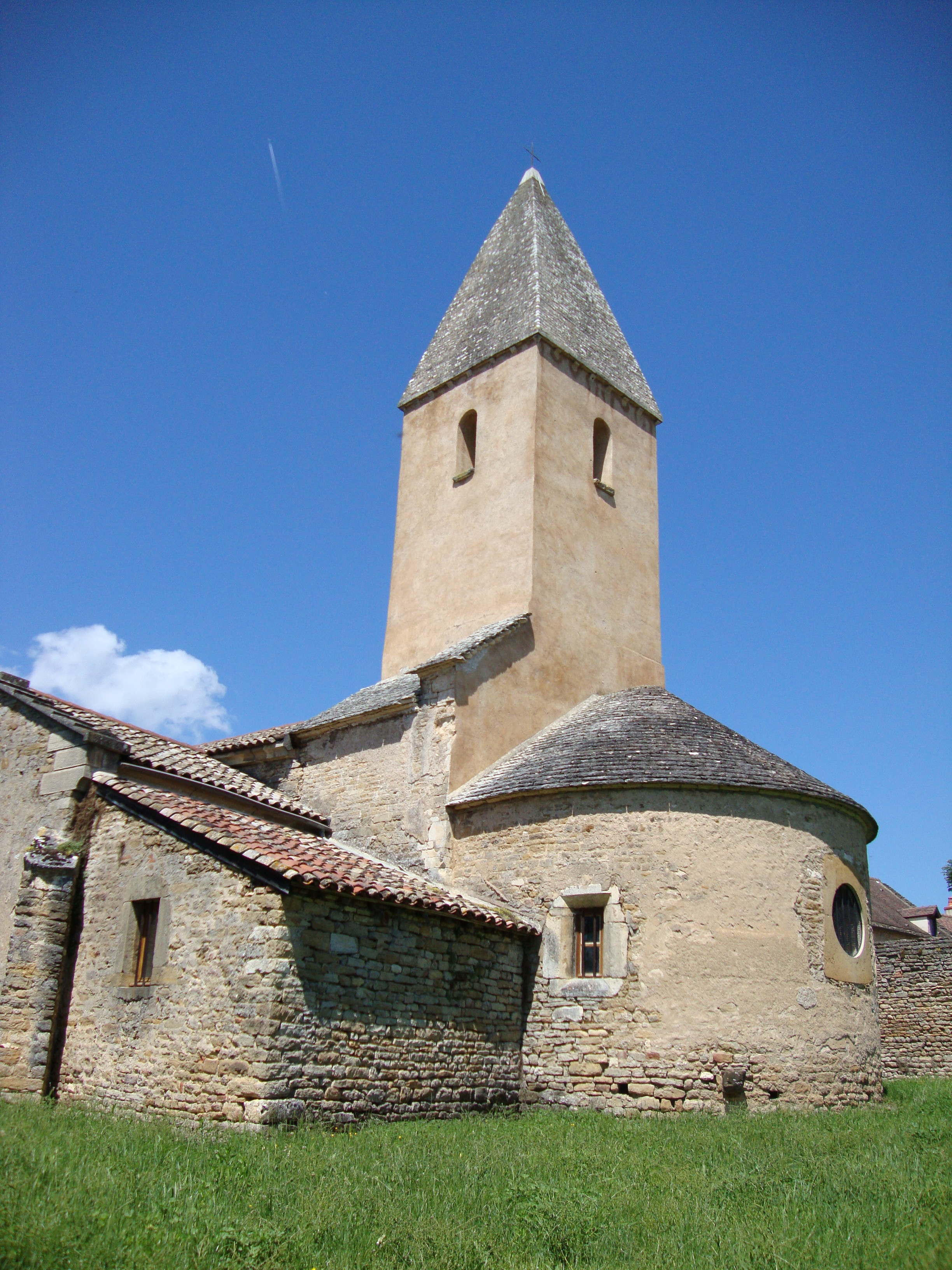
L'église et son clocher coiffé de laves.

### Lieux et monuments
- L'église de Saint-Vallerin, érigée dans le 1er quart du XIIe siècle.
- Le château du Pinacle, avec de nombreuses représentation artistique.

### Photographies

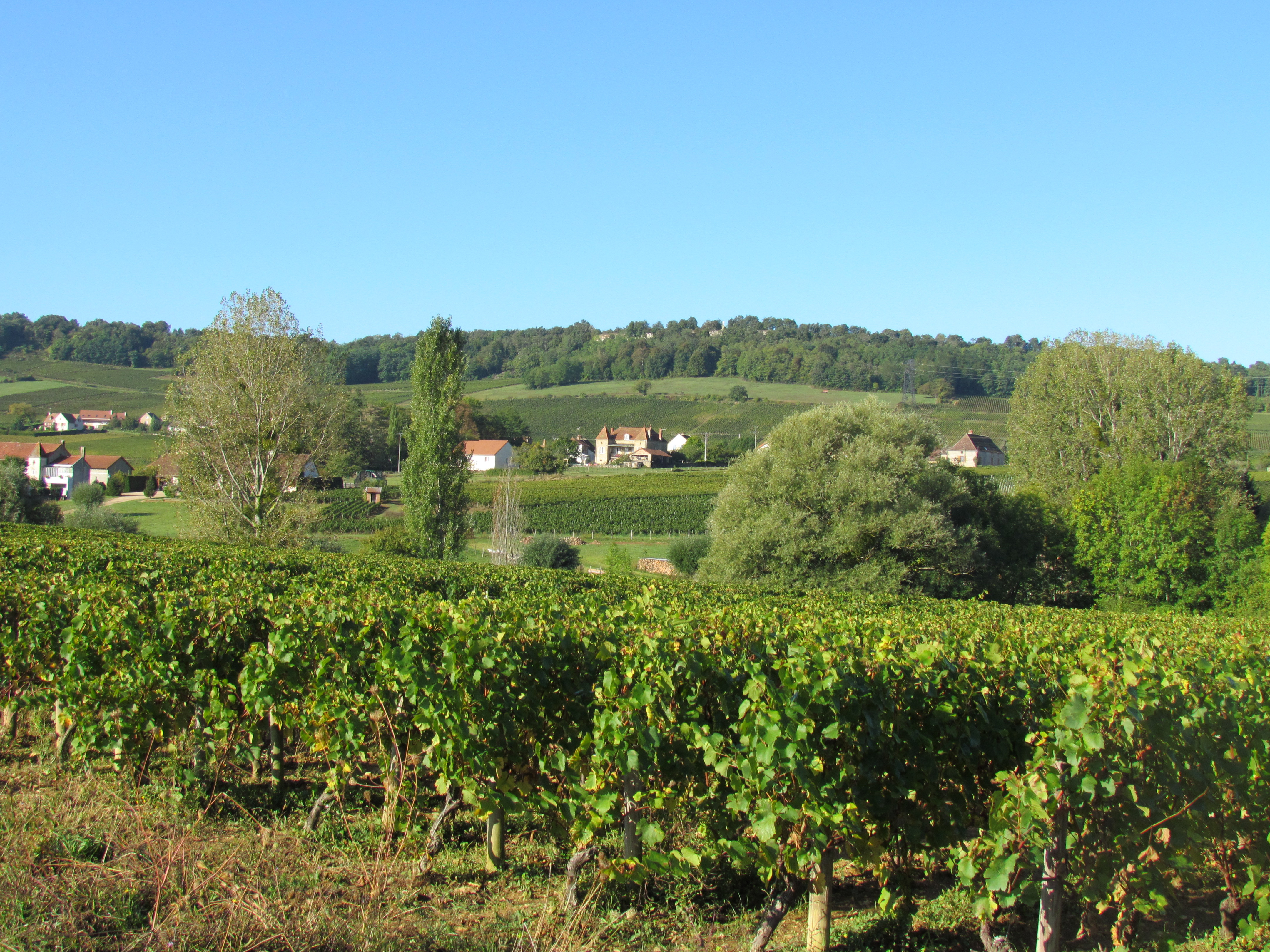
Vignoble de la Côte chalonnaise à proximité du village (vue 1).
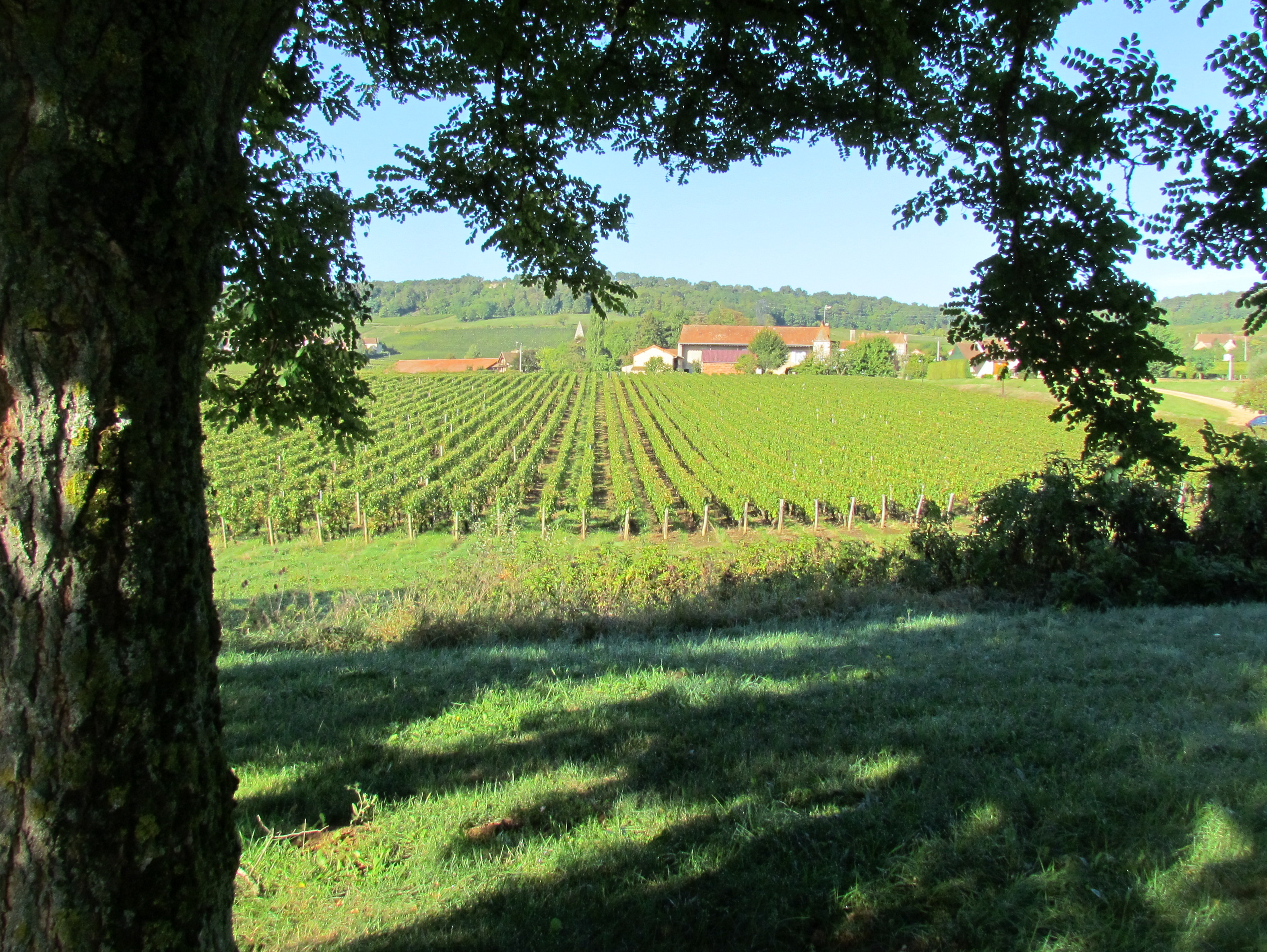
Vignoble de la Côte chalonnaise à proximité du village (vue 2).
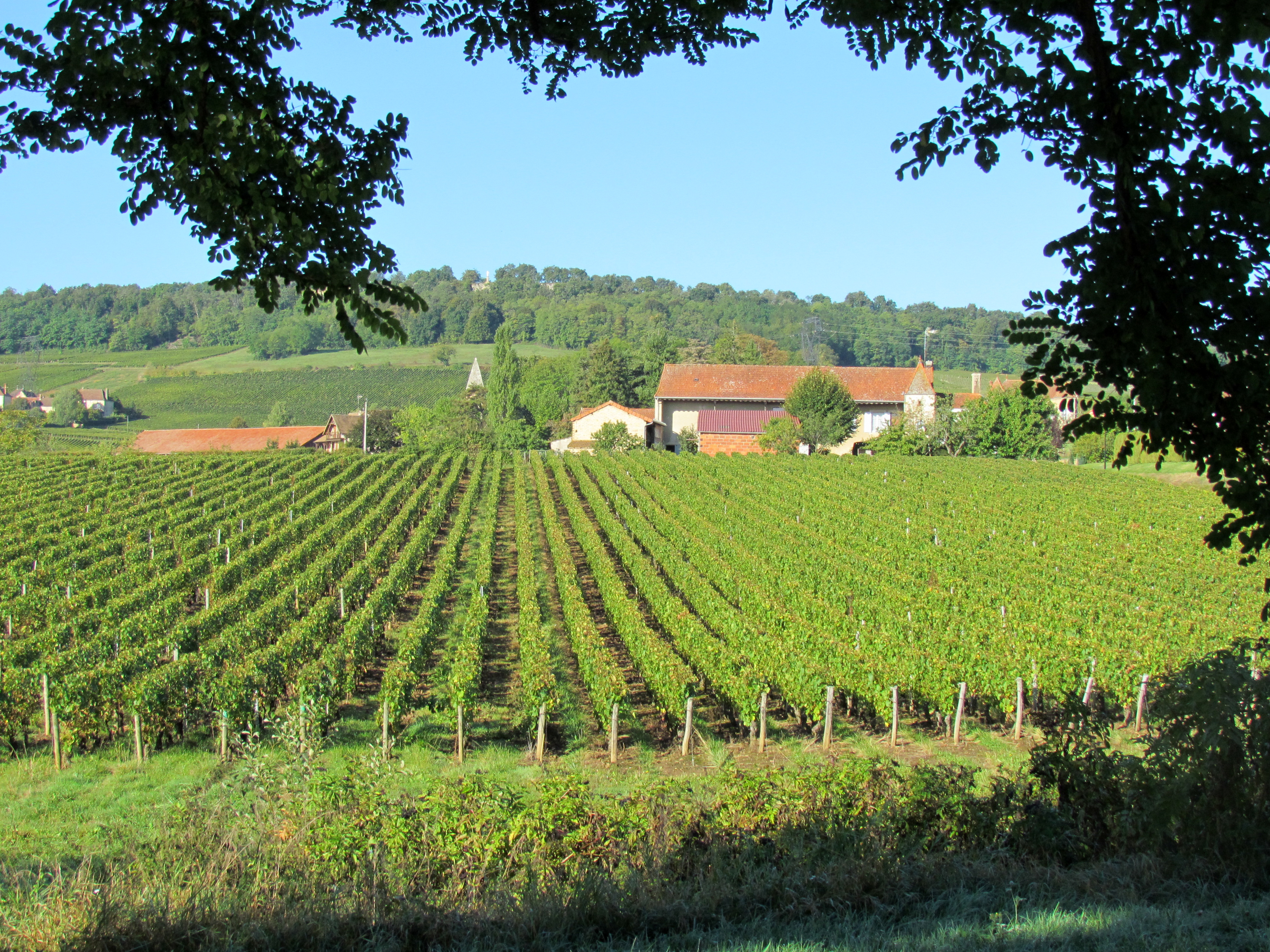
Vignoble de la Côte chalonnaise à proximité du village (vue 3).
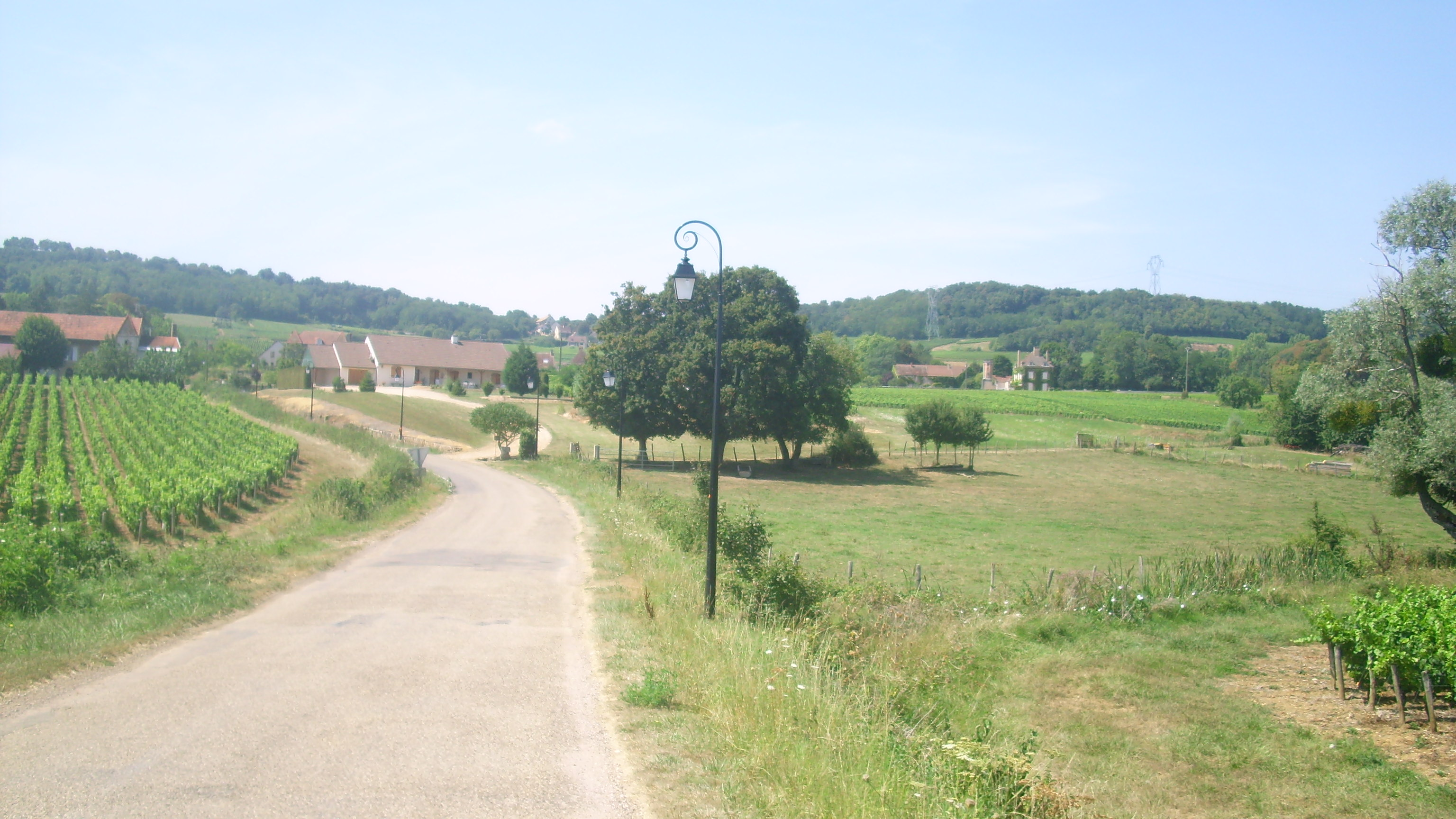
L'entrée du village.
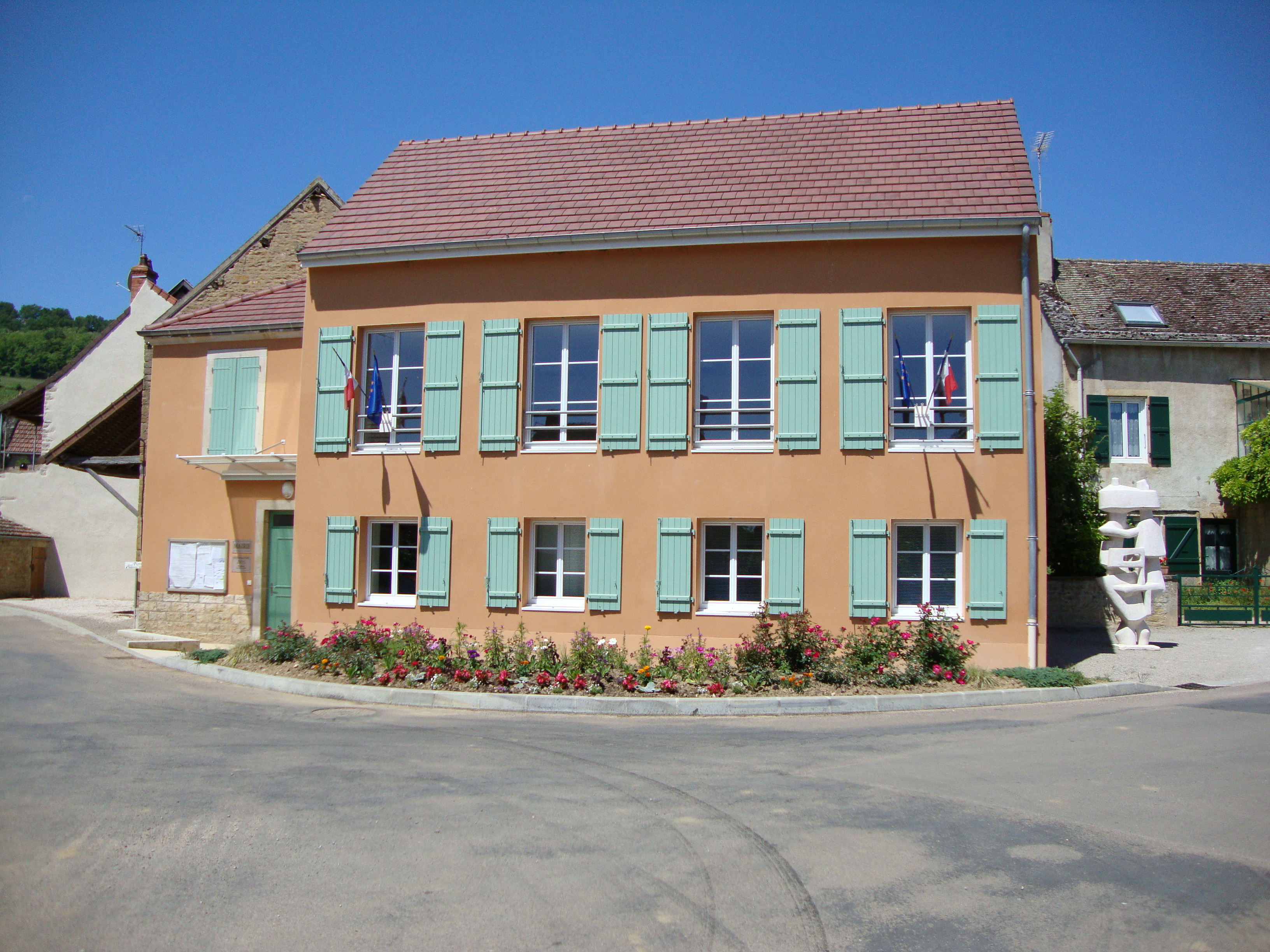
La mairie.
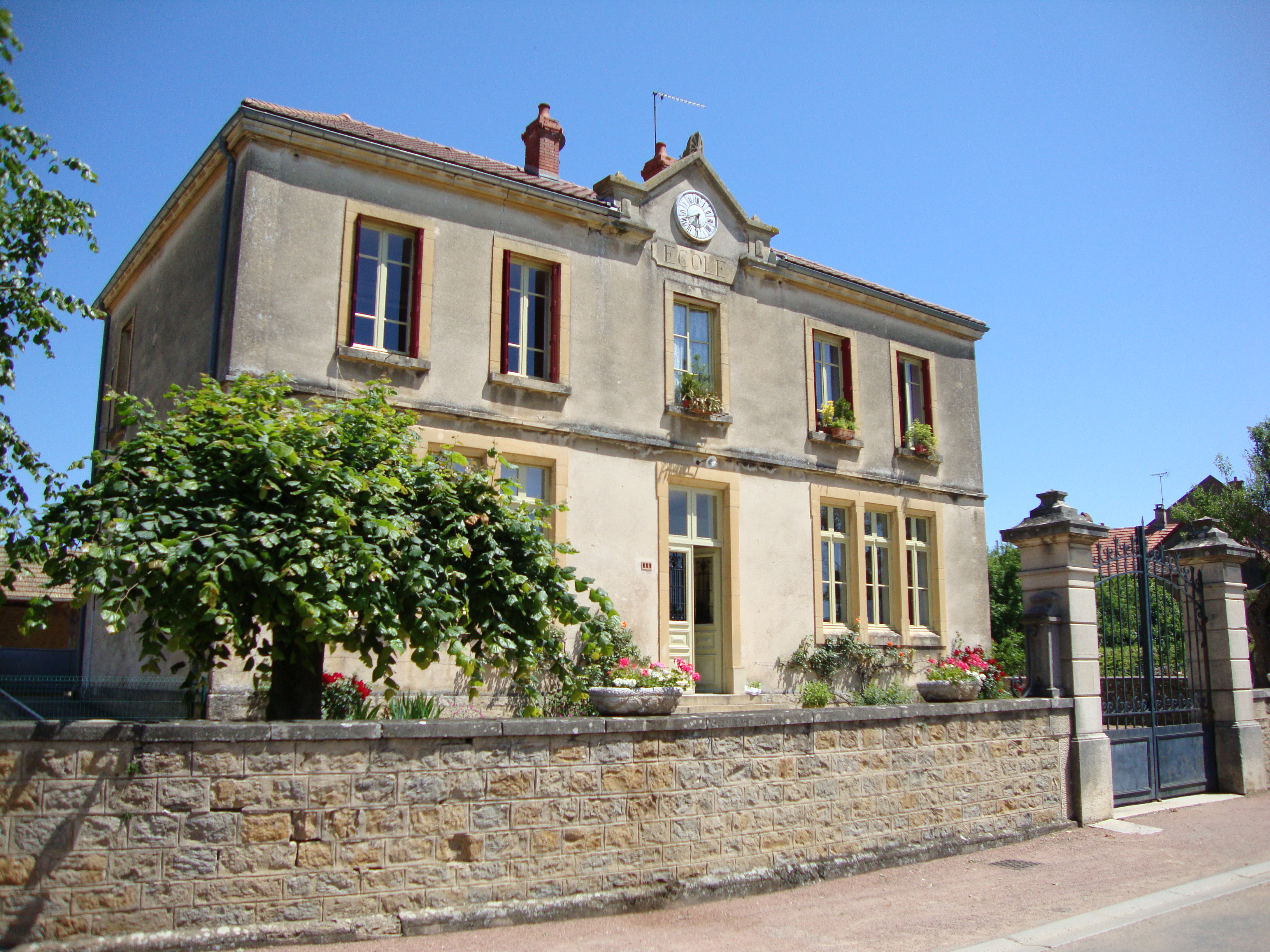
L'école.
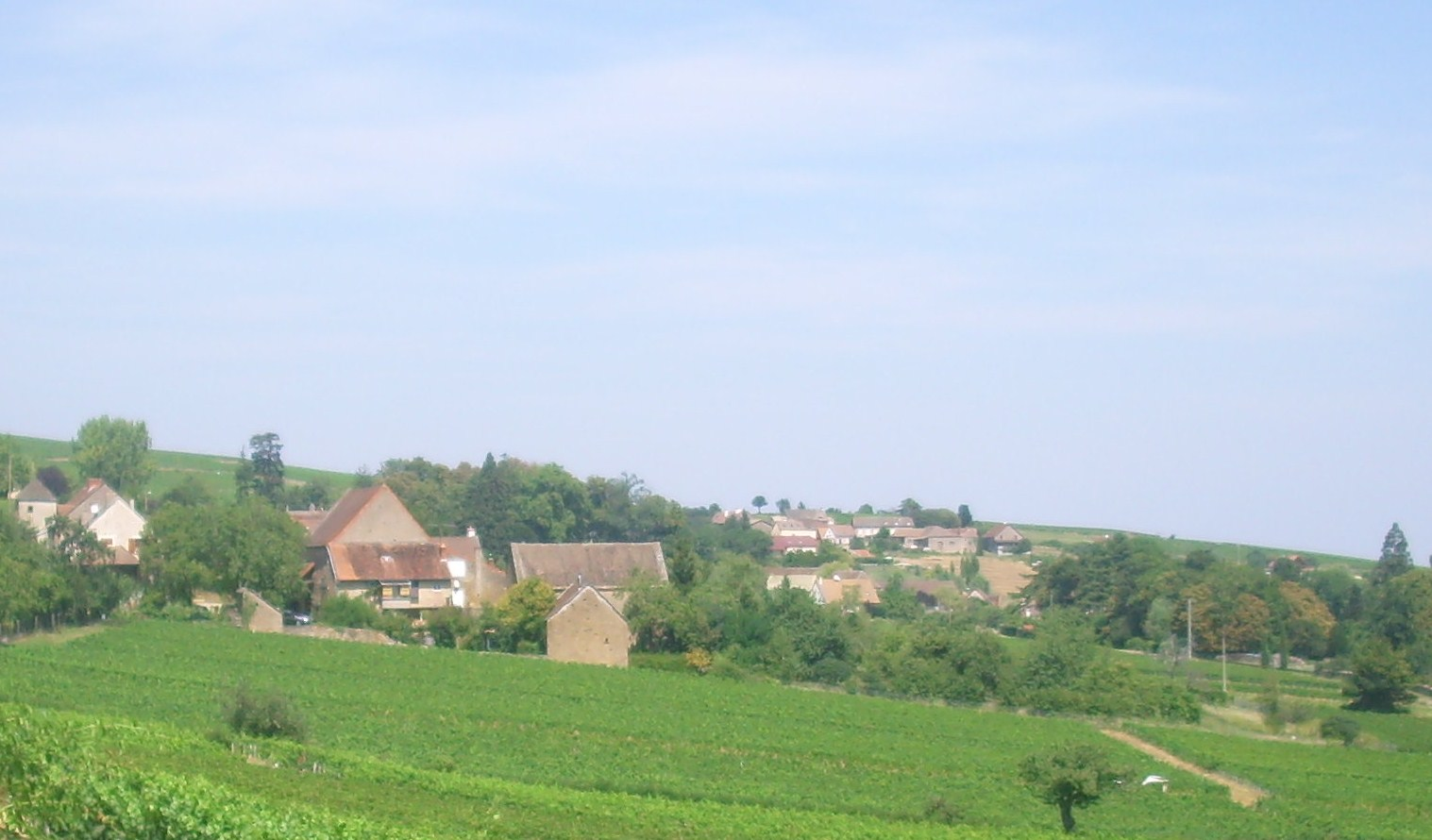
Vue d'une partie du village.

## Pour approfondir